# Primarias del Partido Republicano de 2008 en Carolina del Sur
las primarias republicanas de Carolina del Sur, 2008 fueron el 19 de enero, con un total de 24 delegados en juego. El Comité Nacional Republicano les quitó la mitad de sus 47 delegados porque el comité estatal movió sus primarias antes del 5 de febrero. fue hecha el mismo día que las Asambleas republicanas de Nevada, 2008.

## Encuestas
A la fecha del 19 de enero, RealClearPolitics reportó que el promedio de los votantes apoyaba a McCain liderando con el 26.9%, seguido por Huckabee con 25.9%, Romney con 14.7%, Thompson con 14.6%, Paul con 4.4%, y Giuliani con 3.4%.

## Resultados
Huckabee era el que lideraba en las encuestas por más de dos semanas pero perdió  por un margen de votos de 14,743.
| Candidato      | Votos   | Porcentajes | Delegados |
| -------------- | ------- | ----------- | --------- |
| John McCain    | 147,733 | 33.15%      | 19        |
| Mike Huckabee  | 132,990 | 29.84%      | 5         |
| Fred Thompson  | 69,681  | 15.63%      | 0         |
| Mitt Romney    | 68,177  | 15.3%       | 0         |
| Ron Paul       | 16,155  | 3.62%       | 0         |
| Rudy Giuliani  | 9,575   | 2.15%       | 0         |
| Duncan Hunter* | 1,051   | 0.24%       | 0         |
| Tom Tancredo*  | 121     | 0.03%       | 0         |
| Hugh Cort      | 88      | 0.02%       | 0         |
| John H. Cox    | 83      | 0.02%       | 0         |
| Cap Fendig     | 23      | 0%          | 0         |
| Total          | 445,677 | 100%        | 24        |

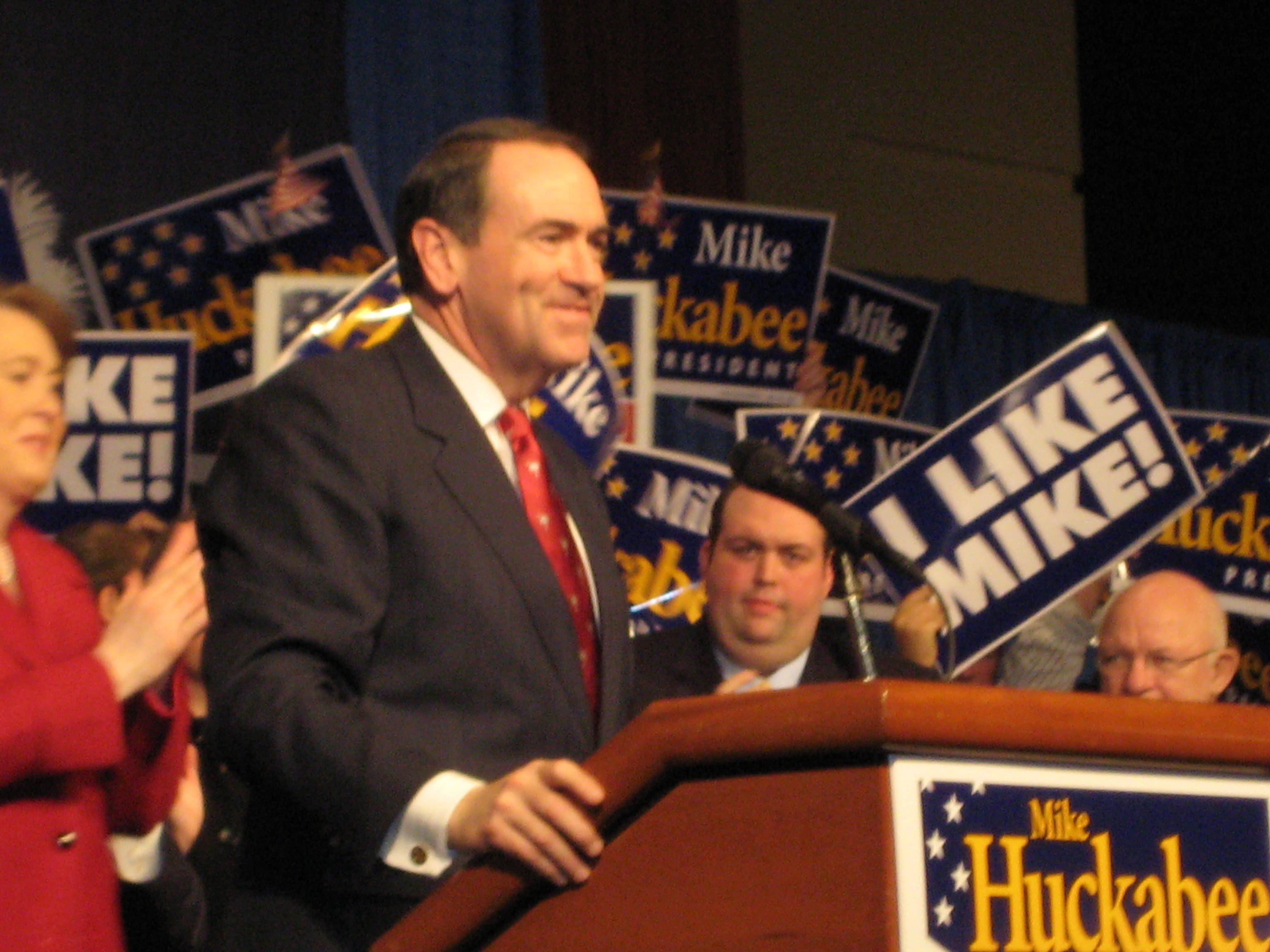
Mike Huckabee saludando a la gente después de su debate presidencial en Columbia, SC.

* Candidato se retiró antes de estas primarias.

## Resultado antes de las primarias
- 1980: Ronald Reagan ganó con 54%, derrotando al del primer lugar John Connally.[5]
- 1984: Sin definir (Reagan fue presidente incumbete y fue re-nominado).[5]
- 1988: George H. W. Bush ganó con 49%, derrotando al del primer lugar Bob Dole.[5]
- 1992: George H. W. Bush ganó con 68%, derrotando al del primer lugar Pat Buchanan.[5]
- 1996: Bob Dole ganó con 45%, derrotando al del primer lugar Pat Buchanan.[5]
- 2000: George W. Bush ganó con 53%, derrotando al del primer lugar John McCain.[5]
- 2004:sin definir (Bush fue el presidente incumbete y fue re-nominado).